# كليتس باول
كليتس باول (بالإنجليزية: Cletus Paul)‏ هو لاعب كرة قدم هندي، ولد في 26 أبريل 1993 في Malad ‏ في الهند. لعب مع نادي مومباي لكرة القدم.

## وصلات خارجية
- كليتس باول على موقع قاعدة بيانات كرة القدم.إي يو (الإنجليزية)
- كليتس باول على موقع Soccerway.com (الإنجليزية)